# 硝酸六脲合铁(III)
硝酸六脲合铁(III)是一种配位化合物，化学式为[Fe(CO(NH2)2)6](NO3)3，是黄绿色或浅绿色固体。其俗名为尿素铁。

## 制备
硝酸六脲合铁(III)可由硝酸铁九水合物和尿素按1:6.2化学计量比反应得到，水溶液法可先将硝酸铁用硝酸调节pH至1，再将其加入至尿素水溶液，于70°C反应蒸去三分之二的溶剂，过滤，再蒸发滤液得到晶体；非水溶剂法可在乙醇中反应得到；干法则可通过直接研磨反应物得到。在乙醇中的反应比水溶液中的反应产率要高。如果任一反应物有较多过量，未洗净时会使产物潮解或水解，乙醇法的适宜反应温度为50°C。

## 性质
该化合物在200°C分解，生成Fe2O3，在乙醇中反应得到的配合物的热分解得到纯相的γ-Fe2O3。其分解反应为放热反应。